# Посёлок пансионата «Ольгинка»
Посёлок пансиона́та «О́льгинка» — населённый пункт в Туаспинском районе Краснодарского края России.
Входит в состав Новомихайловского городского поселения.

## География
Расположен в 5 км от села Ольгинка и в 19 км от посёлка Новомихайловский.
Территориально состоит из кварталов — 6 дача, Иглица, Сосновый и переулков — Горный, Ласковый.

## История
Посёлок пансионата «Ольгинка» (или посёлок Ольгинка) учтён в списках населённых пунктов Новомихайловского сельского Совета решением Краснодарского крайисполкома от 15 ноября 1977 года.
По ревизии от 1 января 1987 года в посёлке проживал 801 человек. 

## Население
| 2002 | 2010 |
| ---- | ---- |
| 229  | ↘193 |